# Europees-mediterrane kampioenschappen boogschieten 1996 (outdoor)
De Europees-mediterrane kampioenschappen boogschieten 1996 waren door de European & Mediterranean Archery Union (EMAU) georganiseerde kampioenschappen voor boogschutters. De 14e editie van de Europees-mediterrane kampioenschappen outdoor vonden plaats in de Sloveense plaats Kranjska Gora van 17 tot 23 juni 1996.

## Resultaten
| M/V                    | Onderdeel                                                   | Goud                                                     | Zilver                                                     | Brons |
| Mannen                 |                                                             |                                                          |                                                            |       |
| Recurve - individueel  | Balzjinima Tsyrempilov                                      | Ilario Di Buò                                            | Damien Letulle                                             |       |
| Recurve - team         | RUS Baïr Badjonov Gennadi Mitrofanov Balzjinima Tsyrempilov | ITA Matteo Bisiani Ilario Di Buò Michele Frangilli       | FRA Sébastien Flute Damien Letulle Lionel Torres           |       |
| Compound - individueel | Simon Tarplee                                               | Antonio Tosco                                            | Tibor Ondrik                                               |       |
| Compound - team        | ITA Michele Palumbo Mario Ruele Antonio Tosco               | HUN Péter Fehér Tibor Ondrik János Povázson              | FRA Gérard Douis Stéphane Guillard Daniel Schneider        |       |
| Vrouwen                |                                                             |                                                          |                                                            |       |
| Recurve - individueel  | Natalia Nasaridze                                           | Natalia Valeeva                                          | Elif Altınkaynak                                           |       |
| Recurve - team         | ITA Giovanna Aldegani Giuseppina Di Blasi Paola Fantato     | UKR Natalia Biloecha Lina Herasymenko Olena Sadovnytsja  | NED Ludmilla Arzhannikova Sjan van Dijk Christel Verstegen |       |
| Compound - individueel | Petra Ericsson                                              | Bernarda Zemljak                                         | Anna Campagnoli                                            |       |
| Compound - team        | SWE Petra Ericsson Ulrika Sjöwall Pernilla Svensson         | ITA Barbara Bettinelli Anna Campagnoli Fabiola Palazzini | NED Marjon Pigney Annemarie Puts Jess Vogels               |       |

## Medaillespiegel
| Plaats | Land                | Goud | Zilver | Brons | Totaal |
| 1      | Italië              | 2    | 4      | 1     | 7      |
| 2      | Rusland             | 2    | 0      | 0     | 2      |
| 2      | Zweden              | 2    | 0      | 0     | 2      |
| 4      | Turkije             | 1    | 0      | 1     | 2      |
| 5      | Verenigd Koninkrijk | 1    | 0      | 0     | 1      |
| 6      | Hongarije           | 0    | 1      | 1     | 2      |
| 7      | Moldavië            | 0    | 1      | 0     | 1      |
| 7      | Oekraïne            | 0    | 1      | 0     | 1      |
| 7      | Slovenië            | 0    | 1      | 0     | 1      |
| 10     | Frankrijk           | 0    | 0      | 3     | 3      |
| 11     | Nederland           | 0    | 0      | 2     | 2      |
| Totaal | Totaal              | 8    | 8      | 8     | 24     |